# Armand Knoblauch
Carl Ludwig Armand Knoblauch  (* 1831 in Berlin; † 20. Juni 1905 in Schlachtensee) war ein deutscher Jurist und Gründer des Böhmischen Brauhauses in Berlin.

## Familie
Knoblauch ist ein Ur-Enkel des Heereslieferanten Johann Christian Knoblauch, der ab 1759 das Knoblauchhaus in der Poststraße 23 Ecke Nikolaikirchplatz errichten ließ. Sein Vater Louis Knoblauch war ein Vetter des Berliner Stadtrats Carl Knoblauch. Seine Mutter war eine Emigrantentochter aus der Familie Cotent, ihr Vater Claude hatte als junger Mann bei den Tuilerien gegen die Revolutionsgarden gekämpft und musste nach der Niederlage Frankreich verlassen. In Belgien erlernte er die Safranproduktion, musste aber erneut flüchten, als dort napoleonische Truppen einmarschierten. Kaum in Berlin angekommen, verliebte er sich in die Tochter des Schlossermeisters Kaiser aus der Stralauerstraße, heiratete sie und blieb in Berlin.
Armands Bruder Bernhard Knoblauch wurde Chemiker und stieg ebenfalls ins Gärungsgewerbe ein. Er war von 1902 bis 1925 Vorsitzender der VLB und ab 1884 ebenfalls für das Böhmische Brauhaus tätig. Die Schwester der beiden war verheiratet mit dem Bankier Friedrich Feustel in Bayreuth.
Seine Söhne Richard und Max Knoblauch (* 27. November 1868) wurden nach dem Tod des Vaters Direktoren des Böhmischen Brauhauses und führten das Unternehmen zusammen mit ihrem Onkel Bernhard weiter. Richard schied bereits 1914 aus der Direktion des Brauhauses aus und widmete sich gemäß seinen Neigungen familien- und brauhistorischen Studien; er war aktives Mitglied des Vereins für die Geschichte Berlins.
Einer seiner Enkel, Heinz Knoblauch, wurde ebenfalls Jurist sowie Syndikus und bis 1945 Direktor des Böhmischen Brauhauses; ein weiterer Enkel wurde an der VLB zum Brauereiingenieur diplomiert.

## Leben

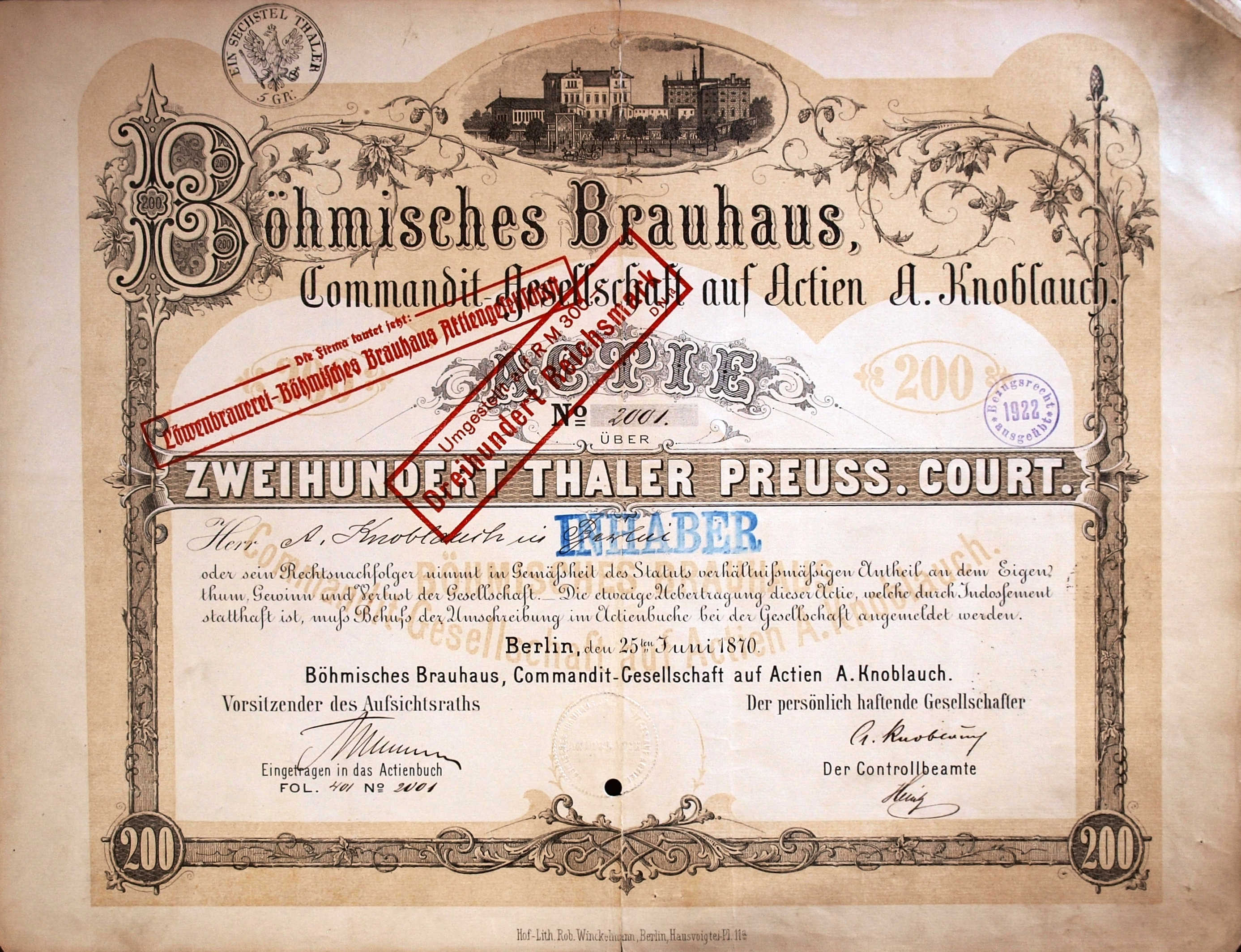
Gründeraktie der Böhmischen Brauhaus KGaA von 1870, ausgestellt auf Armand Knoblauch

Durch den frühen Tod seines Vaters Louis kam Armand Knoblauch in den Besitz eines namhaften Vermögens. Durch seine Teilnahme am österreichischen Feldzug während des Deutschen Krieges 1866 lernte er die Vorzüglichkeit böhmischer Biere kennen. Am 17. Juni 1868 erwarb er ein acht Morgen großes Grundstück an der Landsberger Chaussee 11–13 zwischen Frieden-, Mathias- und Pufendorfstraße. Der von Knoblauch angeworbene böhmische Braumeister Max Blank war ein Schüler Drehers und beherrschte die seinerzeit modernsten böhmischen Brautechnologien. Knoblauch war auch der erste, der in einer Berliner Brauerei eine Kühlanlage von Linde installieren ließ; auch das erste Bierauto Berlins, ein Kraftwagen der Fa. Daimler, wurde von ihm erworben.
In den 1880er Jahren gehörte Knoblauch zu den Initiatoren der Gründung der Versuchs- und Lehranstalt für Brauerei.